# Behörde für öffentliche Gesundheit in Schweden
Die Behörde für öffentliche Gesundheit in Schweden (schwedisch: Folkhälsomyndigheten, Fohm) ist eine schwedische Regierungsbehörde mit nationaler Verantwortung für die öffentliche Gesundheit. Sie ist beim Ministerium für Gesundheit und Soziale Angelegenheiten angesiedelt und setzt sich für die Förderung der öffentlichen Gesundheit und die Vorbeugung von Krankheiten und Verletzungen durch Bildung ein. Sie überwacht die Gesundheit der Bevölkerung, Maßnahmen zur Bekämpfung von Infektionskrankheiten und Maßnahmen im Bereich der öffentlichen Gesundheit und unterstützt die Regierung bei ihrem Entscheidungsprozess durch Bereitstellung von Fakten und Wissen. Die Agentur hat die Aufgabe, negative Umweltauswirkungen auf die menschliche Gesundheit zu minimieren, und sie beteiligt sich an der Arbeit der EU und internationaler Organisationen des öffentlichen Gesundheitswesens wie der WHO und der IANPHI. Die Behörde hat ihren Sitz in Solna und beschäftigt etwa 450 Mitarbeiter. Karin Tegmark Wisell leitet sie als Generaldirektorin.

## Geschichte
Das Statens folkhälsoinstitut (Staatliches Institut für Volksgesundheit) wurde 1992 mit Sitz in Östersund gegründet und unterstand dem  Gesundheitsministerium. Die Aufgaben lagen in der Umsetzung und wissenschaftlichen Begleitung der offiziellen Public-Health-Maßnahmen und dem Monitoring im Bereich Alkohol, illegale Drogen, Tabak und Doping.
2014 wurde es mit dem Smittskyddsinstitutet (Institut für die Kontrolle übertragbarer Krankheiten) zum Folkhälsomyndigheten zusammengelegt. Die neue Behörde übernahm die meisten Aufgaben für die Umweltgesundheit sowie für Umwelt- und Gesundheitsberichte, die zuvor dem Socialstyrelsen (Amt für Gesundheits- und Sozialwesen) zugewiesen waren.
Im Zuge der COVID-19-Pandemie rückte die Behörde mit ihrem Chefepidemiologen Anders Tegnell durch dessen Kurs in der Krise in Schweden in den Fokus des medialen Interesses.